# تسلسل زمني للعمليات العسكرية للحرب الإسرائيلية على لبنان 2006
فيما يلي تسلسل زمني للعمليات العسكرية للحرب الإسرائيلية على لبنان 2006

## 12 يوليو2006
- في 09,05 اجتاحت قوة لحزب الله الحدود قرب قرية زرعيت الإسرائيلية وهاجمت مركبتين عسكريتين إسرائيليتين. أدى الهجوم إلى مقتل خمسة جنود إسرائيليين بينما اختطف أفراد حزب الله الجنديين إيهود غولدفاسر وإلداد ريغف إلى لبنان دون الإعلان عن مصرعهما.
- في أعقاب الاختطاف حاولت دبابة إسرائيلية اتباع المختطفين إلى داخل لبنان لكنها تضررت من انفجار عبوة ناسفة حيث قـُتل 4 الجنود الإسرائيليين الموجودين فيه وجندي إسرائيلي آخر حاول إخراج جثثهم من الدبابة.
- قصف حزب الله التجمعات السكانية الإسرائيلية الواقعة قرب الحدود اللبنانية ردا على قيلم إسرائيل بقصف القرى اللبنانية. أدى القصف إلى إصابة 11 إسرائيليا من الجنود والمدنيين بجروح.
- يعلن السفير الإسرائيلي لدى الأمم المتحدة أن إسرائيل تعتبر الهجوم إعلانا لحرب ضد إسرائيل من قبل لبنان.
- تقر الحكومة الإسرائيلية خطة هجوم جوي مكثف على لبنان.

## 13 يوليو2006
- كثفت إسرائيل من قصفها الجوي على مناطق الجنوب اللبناني وهددت بفرض حصار بحري وجوي على لبنان ما لم تتحمل الحكومة اللبنانية مسؤوليتها وتقوم بضبط الحدود مع إسرائيل ونزع سلاح حزب الله. في المقابل هدد رئيس هيئة الأركان الإسرائيلي دان حالوتس بأن إسرائيل مصممة على مواصلة عملياتها في لبنان لـ«إعادة الهدوء إلى شمالي إسرائيل، ولإرغام الحكومة اللبنانية على تحمل مسؤولياتها». كما هدد وزير الدفاع الإسرائيلي عمير بيرتس بأن حزب الله لن يتمكن من العودة إلى مواقعه عند الحدود مع إسرائيل. وقال بيرتس خلال اجتماع مع لجنة الدفاع والخارجية بالبرلمان «لن نقبل بعد الآن أن تهدد منظمة إرهابية سكان شمال إسرائيل بتأييد من حكومة ذات سيادة».[1]
- حصيلة اليوم كان مقتل نحو 47 لبنانيا من بينهم 13 شخصا من عائلة واحدة (بالغون وأطفال) كما تم قصف لمحطات بث تابعة لتفزيون المنار التابع لحزب الله.على الجانب اللبناني وفي وقت مبكر أعلن حزب الله أن قواته قصفت بلدة نهاريا ومطار كريات شمونة شمالي إسرائيل، انتقاما لمقتل نحو عشرات المدنيين، والقصف الإسرائيلي لمطار بيروت.[2]
- قامت عناصر حزب الله بقصف عنيف لمواقع في الشمال الإسرائيلي بصواريخ الكاتيوشا أسفرت عن مقتل إسرائيلية في مدينة صفد وجرحى في مدينة نهاريا وسقوط خمسة جرحى كما وصلت الصواريخ إلى حدود مدينة عكا في حين صدرت تهديدات من حزب الله بأنه سيهتهدف مدينة حيفا بالقصف إذا قامت القوات الإسرائيلية بقصف العاصمة اللبنانية بيروت.[1]
- لاحقا في نفس اليوم، اشترط رئيس الوزراء الإسرائيلي إيهود أولمرت ثلاثة شروط لوقف إطلاق النار في لبنان، هي الإفراج عن الجنديين الإسرائيليين المختطفين ووقف إطلاق الصواريخ وتطبيق القرار الدولي 1559 الذي ينص على نزع سلاح حزب الله. وفق ما ذكر المتحدث باسم الحكومة الإسرائيلية ميري إيسين.[3]
- في مساء 13 يوليو شهد مطار رفيق الحريري الدولي في بيروت قصفا عنيفا أدى لتدمير المدرجين الشرقي ولاغربي، ومن ثم تم استهداف مخازن الوقود بالقصف الإسرائيلي.[3] كما أغلق الطريق الدولي الرابط بين بيروت ودمشق إثر شن الطيران الإسرائيلي تسع غارات عليه في مساء يوم 13 يوليو ألحقت أضرارا به وبأربعة جسور وذلك لمنع سوريامن مساعدة حزب الله بالأسلحة والمعدات

## 14 يوليو2006
- قصف الطيران الإسرائيلي الجسور المؤدية إلى الضاحية الجنوبية لبيروت حيث مقر قيادة حزب الله، في محاولة -على ما يبدو- لعزل المنطقة عن بقية أنحاء العاصمة، ما أسفر عن مقتل أربعة لبنانيين وجرح 63 آخرين.[4] من ثم تعرضت للقصف مبان ضمن الضاحية الجنوبية قريبة من مقر تلفزيزن المنار التابعة لحزب الله إضافة إلى مقر إذاعة النور. كما فرضت البوارج الإسرائيلية حصارا على ميناء طرابلس بشمال لبنان بعد اعتراضها عددا من السفن التجارية.
- سقطت أكثر من 100 قنبلة إسرائيلية على حلتا وكفر شوبا في الجنوب، فيما استهدفت غارات جوية مناطق في النبطية قرب منزل رئيس النواب نبيه بري في مصيلح. أيضا قصفت زوارق إسرائيلية منطقة نهر الأولي عند مدخل صيدا الشمالي حيث تم تدمير جسري الأولي المنفذ الأساسي للجنوب اللبناني، فيما استهدفت غارات أخرى قضاء بنت جبيل ومحطة وقود عند مدخل بلدة الخيام. كما أندلعت اشتباكات بالأسلحة الرشاشة بين مقاتلي المقاومة الإسلامية والقوات الإسرائيلية في منطقة زرعيت التي شهدت الأربعاء هجوم حزب الله على قوة إسرائيلية في 12 يوليو.
- تعرضت لأول مرة مواقع للجيش اللبناني للقصف الإسرائيلي، مستهدفة دفاعات لبنانية في حمانا وتلة قدموس القريبة في قضاء مرجعيون دون ورود معلومات عن حجم الأضرار والخسائر. في سهل البقاع شرق البلاد استهدف أحدها قاعدة للجبهة الشعبية لتحرير فلسطين- القيادة العامة التي يتزعمها أحمد جبريل في قرية قوسايا دون ورود تقارير عن حجم الخسائر والأضرار. على الجانب اللبناني استمرت هجمات حزب الله على مواقع عسكرية إسرائيلية في مزارع شبعا والجولان السوري المحتل كما استمرت بقصف الكاتيوشا على مستوطنات شمال إسرائيل مثل نهاريا ومدينة صفد وسقط حسب التصريحات الإسرائيلية حوالي ثمانية جرخى.[3]
- أخبار لاحقة أفادت أن صواريخ الكاتيوشا قد أصابت مخازن الوقود في نهاريا كما في قيادة الجيش الإسرائيلي في الجولان. مساء 14 يوليو قامت الطائرات الإسرائيلية بقصف مقر القيادة العامة لحزب الله اللبناني في الضاحية الجنوبية وهذا القصف يأتي بعد تهديدات من وزير الداخلية الإسرائيلي بوجوب تصفية الأمين العام لحزب الله حسن نصر الله.لاحقا تم الإعلان عن إصابة بارجة إسرائيلية قبالة شواطيء بيروت ونشوب النيران فيها، تبين لاحقا فقد أربعة من الجنود الإسرائيليين الذين كانوا على متنها.
- في رسالة صوتية لحسن نصر الله أعلن أن الحرب مع إسرائيل حرب مفتوحة وانهم مستعدون لكافة الاحتمالات وأن أهدافهم تعدت حيفا لما هو أبعد. سجل أيضا سقوط صاروخ داخل مدينة عكا للمرة الأولى. استمرت التصريحات الإسرائيلية تطرح الشرط الثلاثة لوقف إطلاق النار: إطلاق سراح الجنديين ووقف الصواريخ ونزع سلاح حزب الله. كما ورد لفظ «نزع سلاح حزب الله» في اجتماع مجلس الأمن على لسان جون بولتون مندوب الولايات المتحدة المريكية ومندوب إسرائيل في الأمم المتحدة. في الاجتماع استخدمت الولايات المتحدة حق الفيتو لرد قرار يدين العدوان الإسرائيلي على لبنان، دعا للاجتماع الحكومة اللبنانية بمساعدة فرنسا التي تتولى حاليا رئاسة الدورة الحالية لمجلس الأمن.[5]

## 15 يوليو2006
- أعلن الجيش الإسرائيلي أن إحدى البارجات التابعة للبحرية الإسرائيلية أصيبت بصواريخ أطلقها حزب الله، قبالة سواحل العاصمة اللبنانية بيروت، بعد قليل من إعلان الأمين العام لحزب الله حسن نصر الله، تدميرها.وأعلن الجيش الإسرائيلي فقد أربعة من جنوده كانوا على متن البارجة الحربية وتم سحب السفينة المدمرة إلى ميناء حيفا ومن جانب آخر، أعلن مسؤولون عسكريون إسرائيليون أن صاروخا كان يستهدف بارجة حربية إسرائيلية أخطأ هدفه وأصاب سفينة مدنية في السواحل اللبنانية. من جهة أخرى، اتهم رئيس الحكومة اللبنانية فؤاد السنيورة إسرائيل «بانها تريد تفتيت لبنان»، ودعا السنيورة في حديث ادلى به إلى محطة «سي إن إن» الأمريكية إلى وقف فوري لإطلاق النار.سجل أيضا سقوط صواريخ على مدينة صفد ومدينة كرمائيل في حين استمر بقاء السكان الإسرائيليين في المناطق الشمالية ضمن الملاجيء.
- منذ صباح 15 يوليو قامت الطيارات الإسرائيلية بقصف بلدة مروحين بعد إنذار أهلها بالمغادرة، كما تم قصف سيارات تقل بعض السكان الهاربين بعد رفض مقر القوات الدولية إيوائهم. كما قصفت مرافيء بيروت وطرابلس وجونيه وتم قصف مدينة بعلبك لثالث مرة. في حين وصلت صواريخ حزب الله للمرة الثالثة إلى مدينة طبرية.
- عقد أيضا اجتماع طاريء لوزراء الخارجية العرب، وبعد خلافات ونقاشات عنيفة بين مواقف السعودية والكويت المنتقدة لحزب الله وموقف سوريا الداعم ومواقف الإمارات وقطر وعمان الوسطى والتي كانت تريد اتخاذ قرار يتماشى مع رغبة الجماهير العربية . تم التوافق غلى ثلاثة قرارات تدين إسرائيل في اعتدائاتها على فلسطين ولبنان. في المؤتمر الصحفي لاحقا صب الصحفيون العرب حام غضبهم على أمين الجامعة العربية عمرو موسى الذي أعلن أن العرب سيذهبون لمجلس الأمن وأنهم مستعدون للضغط بكافة الوسائل بما في ذلك سلاح النفط .

## 16 يوليو2006
استمرار القصف على الضاحية الجنوبية مقر العديد من المباني لاتابعة لحزب الله، وقصف مركز على مدينة صور ومينائها. في حين صواريخ حزب الله رعد2 ورعد3 تصل لأول مرة مدينة حيفا حيث سقطت عدة صواريخ على شواطيء حيفا وأصابت محطة قطارات مسفرة عن قتل ثمانية أسرائيليين وعشرين جريحا. هذا التطور أظهر بوضوح قدرة صواريخ حزب الله على اختراق العمق الإسرائيلي، أضافت تصاريح لحزب الله أنها تجنبت عمدا إصابة مصفاة حيفا ومصانعها البتروكيماوية كيلا تحدث كوارث بيئية لكنها جاهزة في حالة التصعيد الإسرائيلي لتحديد أهداف أكثر إستراتيجية.
الحكومة الإسرائيلية هددت بالتصعيد وتكثيف القصف على لبنان، واعلنت أن الصواريخ التي نزلت على حيفا إيرانية الصنع من طراز فجر1، لاحقا صرح شاؤول موفاز أن هذه الصواريخ سورية الصنع. رفعت الحكومة الإسرائيلية من حالة التأهب في كامل إسرائيل وأمرت السكان في حيفا وتل أبيب بالنزول للملاجيء.

## 17 يوليو2006
- دخل الهجوم الإسرائيلي على لبنان يومه السادس والحصيلة مقتل 120 شخصا جلهم من المدنيين.[6]
- قتل 9 جنود لبنانيين وجرح العديد في غارات جوية شنتها إسرائيل صباح الإثنين على قاعدتين تابعتين للجيش اللبناني في مدينة طرابلس الساحلية، ثاني أكبر المدن اللبنانية.و استهدف أيضا بلدة عبده الشمالية، ولم يستبعد سقوط ضحايا آخرين.[6]
- شن الطيران الحربي الإسرائيلي الاثنين غارات متواصلة على لبنان ضد مواقع ومؤسسات حزب الله وخزانات البنزين ومحطات رادار وقواعد الجيش اللبناني وجسور وطرقات إضافة إلى مرفأ بيروت. وقتل 46 شخصا على الاقل بينهم تسعة جنود لبنانيين.[7]
- في إسرائيل اصيب ستة اشخاص بجروح في سقوط صواريخ اطلقها حزب الله على مدينة حيفا على بعد حوالي اربعين كلم من الحدود اللبنانية.واصيب ثلاثة اشخاص بجروح في قرية تليل الإسرائيلية جراء سقوط 15 صاروخا. وسقطت صواريخ أخرى على عكا وللمرة الأولى في العفولة والناصرة. وفي الإجمال قتل 12 شخصا في إسرائيل جراء سقوط الصواريخ، وطرح اولمرت ثلاثة شروط لوقف إطلاق النار وهي تحرير الجنديين الإسرائيليين الاسيرين ووقف إطلاق الصواريخ وتطبيق قرار مجلس الامن الدولي رقم 1559.[7]

## 18 يوليو2006
- إسرائيل تستمر بحملة القصف الجوي على أنحاء متفرقة في لبنان ومقتل 11 جنديا لبنايا كانوا متواجدين في أحد المعسكرات شرق بيروت جراء القصف
- حزب الله يشن هجوما صاروخيا على حيفا يؤدي إلى جرح العديد من الإسرائيليين

## 20 يوليو2006
- مقتل جندي إسرائيلي وجرح 3 اخرين جراء تصادم مروحيتين أباتشي .

## 24 يوليو2006

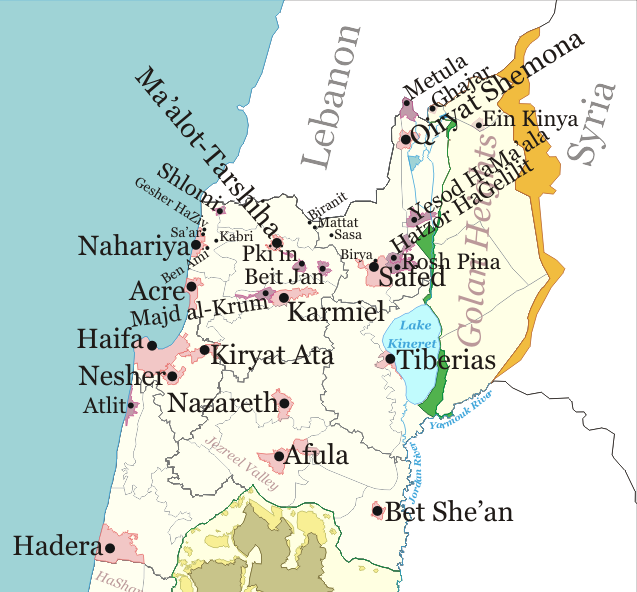
خريطة المواقع والمدن الإسرائيلية التي استهدفتها صواريخ حزب الله خلال الحرب.

- اعتقال شخصين يشتبه بتعاملهما مع إسرائيل في صور وتقديمهما معلومات عن أهداف القصف.
- قتل جنديين إسرائيليين وجرح 17 في معارك برية عنيفة مع مقاتلي حزب الله في مثلث قريتي عيترون ومارون الراس المحتلة وبلدة بنت جبيل. كان من ضمن الجرحى قائد كتيبة دبابات.
- حزب الله يتبنى إسقاط مروحية آباتشي كانت تقل جنودا متوجهين إلى جنوب لبنان ومقتل جنديين إسرائيليين وإصابة ستة آخرين في حادث تحطمها، ويعلن تدمير خمسة دبابات. إسرائيل ترفض فكرة إسقاط حزب الله للطائرة.
- حزب الله يقصف مدينة حيفا ومحيطها ومدن عكا ونهاريا وصفد وطبريا في الجليل الغربي وشلومي ومستوطنات، ووقوع إصابات في طبريا وشلومي. والجيش الإسرائيلي يطلب من سكان بلدة المطلة الإسرائيلية القريبة من الحدود إخلاءها خوفا على حياتهم.
- الجيش الإسرائيلي يعلن أنه أسر مقاتلين اثنين من حزب الله في قرية مارون الراس، وأنه يتحفظ على جثث 13 مقاتل قتلوا خلال عمليات التوغل والاشتباكات.
- المدفعية والطيران الحربي الإسرائيلي يقصف بكثافة المواقع الحدودية داخل لبنان ويدفع بتعزيزات عسكرية ويتقدم نحو بلدة بنت جبيل. ويقصف على قرى في قضاء مدينة صور والضاحية الجنوبية لبيروت. والطيران الإسرائيلي يقصف بلدة الأنصارية ويستهدف جسر المشروع الرئيسي المؤدي للبلدة. وغارة أخرى على بلدة الخيام الجنوبية وقصف مدفعي على أطراف بلدة كفرشوبا.
- إذاعة الجيش الإسرائيلي تعلن أن القوات الإسرائيلية دخلت ضواحي بلدة بنت جبيل ومصادر عسكرية تعترف بمواجهتها لمقاومة ضارية. ورئيس هيئة الأركان الجنرال دان حالوتس يقول إن المئات من مقاتلي حزب الله محاصرون في بنت جبيل.
- رئيس أركان الجيش الإسرائيلي يؤكد خطر سقوط صواريخ حزب الله على تل أبيب «ما زال قائما» والجيش الإسرائيلي يهدد بتدمير عشرة مبان في الضاحية الجنوبية مقابل كل صاروخ يطلقه حزب الله على مدينة حيفا.
- حسن نصر الله يقول في مقابلة مع صحيفة السفير اللبنانية «أؤكد لكم أن هذا الهدف (وقف الهجمات الصاروخية) لن يتحقق إن شاء الله من خلال أي توغل صهيوني».
- شن الجيش الإسرائيلي غارات استعملت فيها القنابل الفوسفورية على قرية كفر شوبا

## 25 يوليو2006
- أعلن مسؤول في الجيش الإسرائيلي أن القوات الإسرائيلية تمكنت من فرض سيطرتها على قرية بنت جبيل في جنوب لبنان، والتي تعد أحد معاقل جماعة حزب الله، التي يستخدمها لإطلاق صواريخ الكاتيوشا على شمال إسرائيل ومقتل اثنين من الإسرائيليين وجرح 20 آخرين في الاشتباكات قرب «بنت جبيل» الواقعة شمال بلدة مارون الراس .

## 27 يوليو2006
- إجمالي حصيلة الخسائر البشرية والمادية :

1. القتلى 600 وصلت جثث 420 منهم للمستشفيات من بينهم 349 مدنيا و29 عسكريا وشرطيا و32 مقاتلا من حزب الله بينهم مسعفان، وستة مقاتلين من حركة أمل الشيعية.
2. أصيب أكثر من 800 مدني و 81 جنديا وشرطيا بجروح.
3. قتل أربعة مراقبين تابعين للأمم المتحدة في قصف جوي إسرائيلي استهدف مركزهم في بلدة الخيام بجنوب لبنان.
4. خسائر مادية قدرها وزير المال اللبناني جهاد أزعور بمليارات الدولارات
5. مواقع عسكرية: مقر عام في بنت جبيل وثكنات في الجمهور وكفر شيما ومركز استخبارات عسكرية في العبدة وقواعد بحرية في مرفأ طرابلس ومرفأ بيروت، وقواعد جوية شملت قاعدتي رياق والقليعات إضافة لكل محطات الرادار ومخازن أسلحة.
6. مؤسسات حزب الله: مقار عامة ومنازل والمربع الأمني في الضاحية الجنوبية ومبنى مجلس الشورى والتعاونية الإسلامية، مكتب مسؤول حزب الله جنوب لبنان الشيخ نبيل قاووق في مدينة صور، ومقرات حزبية في بعلبك وشمسطار، ومؤسسة الشهيد في بعلبك ومدرسة الهداية ومركز الإرشاد الزراعي في بعلبك.
7. الطرق: تم استهداف مائة جسر على الأقل، وطرق داخلية وأخرى سريعة جنوب وشرق لبنان، والطريق الدولية بين بيروت ودمشق. كما استهدفت الغارات مطار بيروت الدولي ومرافئ بيروت وجونية وطرابلس.
8. منازل: قصفت عشرات آلاف المباني والمنازل جنوب لبنان وضاحية بيروت الجنوبية ومنطقة بعلبك وشرق لبنان.
9. وسائل نقل: قصف أكثر من 450 شاحنة عادية وشاحنة نقل كبيرة
10. بنية تحتية: قصفت محطات للوقود ومحطات كهرباء وخزانات مياه وخزانات للوقود في مطار بيروت. ودمر عشرات المصانع جنوب شرق بيروت وجنوب لبنان وسهل البقاع، منها مصنع ليبان ليه، أكبر مصانع مشتقات الحليب.
11. الصحافة: قصفت محطات إرسال تلفزيوني وإذاعي وهوائيات للهاتف الخلوي. واستهداف الصحفيين

## 30 يوليو2006
- إسرائيل تقصف بلدة قانا ومقتل حوالي 50 شخصا أكثرهم من الأطفال.
- حزب الله يعلن قتل 8 جنود إسرائيليين بمعارك تلال مشروع الطيبة.

## 1 اغسطس2006
- توغل الجيش الإسرائيلي داخل الأراضي اللبنانية وقصف بلدات وقرى في منطقتين ومواجهات عنيفة حول قرية عيتا الشعب الحدودية حيث قال حزب الله إن مقاتليه خاضوا مواجهات ضارية مع الجنود الإسرائيليين على الأرض ودمروا دبابة بداخلها جنود وقال تلفزيون المنار، التابع لحزب الله، إن ثلاثة جنود إسرائيليين قتلوا في تلك الاشتباكات، وهي الخسارة البشرية الأولى للقوات الإسرائيلية منذ أن مقتل تسعة جنود في 26 يوليو .
- أعلن وزير العدل في الحكومة الإسرائيلية حاييم رامون، أن قوات الجيش الإسرائيلي قتلت ما يزيد على 300 من عناصر حزب الله، خلال المواجهات التي اندلعت بين الجانبين منذ الثاني عشر من يوليو .
- أكد بيان لحزب الله اللبناني أن مجموعة من مقاتليه تمكنوا من إصابة سفينة حربية إسرائيلية، كانت ترابط قبالة ساحل مدينة صور في جنوب لبنان، بعدد من الصواريخ، مساء الاثنين، مما أدى إلى إلحاق أضرار كبيرة بها وبالمقابل نفى الجيش الإسرائيلي إصابة أي من قطعه البحرية الموجودة قبالة السواحل اللبنانية .

## 2 اغسطس2006
- المقاتلات الجوية الإسرائيلية تقصف ثكنة للجيش اللبناني في جنوب لبنان، ما أسفر عن مصرع ثلاثة جنود.
- أطلق حزب الله ما مجموعه 215 صاروخ على مدن وبلدات في شمال إسرائيل، أسفرت عن مصرع شخص واحد.
- وصل أحد صواريخ حزب الله إلى جنين، فيما أعلن الحزب عن قصف غور الأردن.
- إسرائيل تبث لقطات فيديو، تقول إنه للغارة التي شنتها على مستشفى «دار الحكمة» في بعلبك.
- وسائل إعلام إسرائيلية تقول إن عدد الجنود الذين دخلوا إلى لبنان بلغ حتى الآن قرابة 6000 جندي.

## 10 أغسطس2006
- إسرائيل تقر بخسارتها لخمسة عشر جندي في اليوم السابق (9 أغسطس) وجرح أربعون آخرين في أكثر الأيام دموية بالنسبة لإسرائيل منذ بدء الحرب، كما جرح عدة جنود في قرى مرجعيون، القلاع والخيام وقرب بنت جبيل.

## 12 أغسطس2006
- حزب الله يسقط مروحية إسرائيلية قرب بلدة ياطر وإسرائيل تعترف بسقوط 24 من جنودها في مناطق متفرقة من لبنان من ضمنهم طاقم الطائرة.
- الطيران الإسرائيلي يشن غارات كثيفة على منطقة حلبا في شمال لبنان استهدفت مركزا للجيش ووحدات سكنية.
- إسرائيل تقصف مخيم عين الحلوة للاجئين في جنوب لبنان ومخيم برج الشمالي شرق مدينة صور الجنوبية وإصابة 3 بجروح.
- شن الجيش الإسرائيلي حوالي 40 غارة على منطقة النبطية وخمس غارات في محيط مدينة بعلبك.
- حصيلة القتلى اللبنانيين من المدنيين تقدر ب 20 شخصا لهذا اليوم.